# Seznam čeških arhitektov
Seznam čeških arhitektov.

## A
- Jan Santini Aichel
- Jiří Albrecht
- Anton Arche
- Václav Aulický
- Antonín Ausobský

## B
- Bohumil Babánek
- Milan Babuška
- Theodor Bach
- Ján Bahna (Slovak)
- Ferdinand Balcárek
- Antonín Balšánek
- Pavel Bareš
- Antonín Viktor Barvitius
- Emil Belluš (Slovak)
- Adolf Benš
- František Bílek
- Jan Bočan

## C
- Josef Chochol
- Jozef Chovanec (Slovak)
- Heinrich Czeike (st./ml.)
- Max Czeike (?)

## Č
- Ferdinand Čapka (Slovak)
- Antonín Černý (1896-1976)
- František Maria Černý

## D
- Vladimír Dedeček (Slovak)
- Kilián Ignác Dientzenhofer
- Christoph (Kryštof) Dientzenhofer (bav./nem.-češ.-avstrijski)
- Alois Dryák
- Jan Duffé
- Václav Dvořák

## E
- Otto Eisler
- Antonín Engel

## F
- Josef Fanta
- Daniela Filipiová
- Karel Filsak
- Adolf Foehr (Nemec v Pragi)
- Jaroslav Fragner
- Jindřich Freiwald
- Bohuslav Fuchs
- Kamil Fuchs

## G
- František Lýdie Gahura
- Václav Girsa
- Josef Gočár (1880-1945)
- Mořic Grimm
- František Antonín Grimm

## H
- Jaromir Hanuš
- Milan Michal Harminc (1869–1964) (Slovak)
- Josef Havlíček (1899-1961)
- Kamil Hilbert
- Josef Hlávka (1831-1908)
- Vlastislav Hofmann (1884-1964)
- Karel Honzík
- Jan Vladimír Hráský (1857-1939)
- Zbyněk Hřivnáč
- Anton Hruby
- Karel Hubáček
- Josef (Josip) Hudetz (češko-avstrijski)

## J
- Pavel Janák
- Ľudovít Jendreják (Slovak)
- František Jirák
- Eva Jiřičná
- Dušan Jurkovič /Dušan Samo Jurkovič (Slovak)

## K
- Leo/Lev/Lavoslav Kalda (češ./šlez./jud.-hrvaški)
- František Maxmilián Kaňka
- Jiří Kantůrek
- Jan Kaplický
- Josef Karásek
- Vladimír Karfík (roj. v Idriji)
- Franz Kaudela
- František Benedikt Klíčník
- Ivo Klimeš
- Ivan Kolecek (češ.-švicarski)
- Pavel Kolíbal
- Jan Kotěra
- Jan Koula
- Bohumír Kozák
- Emil Králík
- Eugen Kramár (Slovak)
- František Krásný (1865 - 1947)
- Jaromír Krejcar
- Jiří Kroha
- Martin Kubelík
- Luděk Kubeš (češ.-makedonski)
- Martin Kusý (Slovak)
- Dušan Kuzma (Slovak)
- Radko Květ

## L
- Ludvik Lábler
- Ladislav Lábus
- Jozef Lacko (Slovak)
- Jiří Lasovský
- Karl Laužil (avstrijski češ. rodu)
- Jan Letzel
- Adolf Loos (avstrijski češ. rodu)
- Christian Ludwig (1901-1967) (avstrijsko-slovaški)
- Zdeněk Lukeš (zgodov. arhit.- mdr. Plečnik)
- Anselmo Lurago (u. 1765, Praga) (italijansko-češki)
- Carlo Lurago (Luraghi) (1615–1684) (italijansko-češki)

## M
- Vladimír Machonin
- Věra Machoninová
- Augusta Machoňová-Müllerová
- Miroslav Masák
- Jaroslav Mašek
- Karel Vítězslav Mašek
- (Matija iz Arrasa)
- Ivan Matušík (Slovak)
- Pavol Merjavý (Slovak)
- Ferdinand Milučký (Slovak)
- Vlado Milunić (hrv.-češki) (1941–2022)
- Josef Mocker

## N
- Alfred Neumann (avstr.-češ.-izrael.-avstral.)
- Balthasar Neumann
- Otakar Novotný

## O
- Friedrich (češ. Bedřich) Ohmann (avstrijsko-češ.)
- Joseph Maria Olbrich
- Giovanni Domenico Orsi (avstr.-češki)

## P
- Peter Parler (češ. Petr Parléř)
- Karlo Paržik (Karel Pařik) (češ.-bosanski)
- (Anton Pilgram)
- (Josef/Jože Plečnik)
- František Plesnivý
- Osvald Polívka
- Karel Prager

## R
- Milan Rak
- Benedikt Rejt (Ried)
- Wenzel Render
- Karel Řepa (1895–1963)
- Miroslav Řepa (1930–2023)
- Pavol Repka (Slovak)
- Jaroslav Rössler
- Otto Rothmayer (1892-1966)
- Martin Roubík (1949–2008)

## S
- Jan Blažej Santini-Aichel
- Ernst Schäfer (češki Nemec)
- František Schmoranz (st./ml.)
- (Johann Schöbl)
- Josef Schulz
- Wilhelm Stiassny (slovaš./žid.-češ.-avstrijski)
- Štefan Svetko (Slovak)
- Ján Svetlík (Slovak)
- Rudolf Václav Svoboda
- Karel Svolinský

## Š
- Miroslav Šik
- Klement Šilinger (Slovak)
- Bořek Šípek?
- František Edmund Škabrout
- Čestmír Šlapeta (1908–1999)
- Lubomír Šlapeta (1908–1983)
- Vladimir Šlapeta (zgodovinar arhitekture)
- Jan Šrámek
- Alena Šrámková

## T
- Michael Třeštík
- Oldřich Tyl
- Ľubomír Titl (Slovak)

## U
- (Hugo Uhliř : češ.-slov. gradbenik-projektant)
- Ignac Ullmann
- (Max Urban)

## V
- Tomáš Valena (1950 - 2019) (češ.-slov.)
- David Vávra
- Zdeněk Vávra
- Jan Vejrych
- Jan Víšek
- Richard Vyškovský

## W
- Bohumil Waigant
- Fridrich Weinwurm (Slovak)
- Rudolf Wels
- Antonín Wiehl (konservator)
- Ernst Wiesner (Arnošt Wiesner)
- René Wiesner (1904–1974)
- Oskar Winkler (Slovak)

## Z
- Jan Zázvorka
- Josef Zítek

## Ž
- Ladislav Žák